# Emam Ashour
Emam Ashour Metwally Abdelghany (arabisk: إمام عاشور متولي عبدالغني; født 20. februar 1998) er en egyptisk professionel fodboldspiller, der spiller som midtbanespiller for den Egyptisk Premier League-klub Al-Ahly og Egyptens fodboldlandshold.

## Titler

### Klub
Zamalek
- Egyptiske Premier League: 2020–21, 2021–22.
- Egypt Cup: 2018–19, 2020–21.
- Egyptiske Super Cup: 2019–20.

### Internationalt
Egypten U23
- Africa U-23 Cup of Nations: 2019.